# Österreichische Judo-Damen-Mannschaftsmeisterschaft 2007
Die Österreichische Judo-Damen-Mannschaftsmeisterschaft 2007 ermittelte zum 26. Mal den Österreichischen Mannschaftsmeisters im Judo. Sie wurde vom Österreichischen Judoverband ausgetragen. Sieger war zum 2. Mal der Vereinsgeschichte der JU Pinzgau.

## Tabelle
| Position | Mannschaft          | Ort            | Bundesland       | Quelle |
| -------- | ------------------- | -------------- | ---------------- | ------ |
| 1        | JU Pinzgau          | Rauris         | Salzburg         | [ 2 ]  |
| 2        | Galaxy Tigers       | Perchtoldsdorf | Niederösterreich | [ 2 ]  |
| 3        | JZ Innsbruck        | Innsbruck      | Tirol            | [ 2 ]  |
| 3        | Samurai Wien        | Leopoldstadt   | Wien             | [ 2 ]  |
| 5        | Judo Union Flachgau | Straßwalchen   | Salzburg         | [ 2 ]  |
| 5        | Judo Union Graz     | Graz           | Steiermark       | [ 2 ]  |

Stand: 2025-03-15